# Inicjatywa Mobilności Pracy
Stowarzyszenie Inicjatywa Mobilności Pracy (w skrócie IMP) – polska organizacja społeczna z siedzibą w Krakowie, założona w 2013 roku przez Stefana Schwarza oraz Marka Benio. Inicjatywa zajmuje się promocją mobilności pracy i usług w Europie, przeciwdziałaniem dyskryminacji pracowników delegowanych i ich pracodawców oraz walką z handlem ludźmi i współczesnym niewolnictwem.

## Podstawy działania
U podstaw stowarzyszenia leży dbałość o jakość prawa oraz chęć nawiązania dialogu pomiędzy politykami, przedsiębiorcami, pracownikami naukowymi i administracyjnymi. Inicjatywa wprowadza swoje cele w życie, popierając mobilność pracowników i bezrobotnych, a także opiniując związane z delegowaniem akty prawne. Działalność stowarzyszenia skupia się m.in. na monitorowaniu prac związanych z dyrektywą 96/71/WE Parlamentu Europejskiego i Rady z dnia 16 grudnia 1996 r. dotyczącą delegowania pracowników w ramach świadczenia usług oraz dyrektywą Parlamentu Europejskiego i Rady 2014/67/UE z dnia 15 maja 2014 r. w sprawie egzekwowania dyrektywy 96/71/WE. Podczas wielomiesięcznych prac nad dyrektywami w Parlamencie Europejskim, Inicjatywa wielokrotnie alarmowała o niebezpieczeństwie płynącym z treści zawartych w tych dokumentach. Organizacja ostrzega o zapisach, które dyskryminują polskie przedsiębiorstwa i ich pracowników na rynku wewnętrznym Unii Europejskiej i naciska za ich zmianą.

## Cele
- propagowanie dobrych praktyk i rozpowszechnianie wiedzy na temat mobilności pracy oraz bezpiecznej pracy za granicą, szczególnie w środowiskach związanych z delegowaniem na terenie Unii Europejskiej[3],
- wspieranie działań na rzecz tworzenia sprzyjających warunków dla prowadzenia dzielności badawczo-rozwojowej oraz naukowej we współpracy ze środowiskami akademickimi, organami administracji publicznej oraz innymi instytucjami i podmiotami zainteresowanymi mobilnością pracy[4],
- organizowanie konferencji naukowych poświęconych zagadnieniu mobilności pracy i bezpiecznej pracy za granicą[5],
- prowadzenie działalności naukowej, dydaktycznej i szkoleniowej nakierowanej na integrację środowiska osób związanych bezpośrednio i pośrednio z mobilnym zatrudnieniem[6].

## Niektóre projekty
- Europejski Kongres Mobilności Pracy – cykliczne, niekomercyjne wydarzenie w Europie poświęcone tematyce delegowania pracowników i swobodzie świadczenia usług[7].
- Pracownia Legalnego Delegowania – cykliczne warsztaty tematyczne, w trakcie których poruszane są problemy związane z delegowaniem pracowników. Celem spotkań jest opracowanie dobrych praktyk i omówienie rekomendacji[8].
- Nagroda Labor Mobilis[9] – wyróżnienie przyznawane za działania na rzecz legalnej pracy dla Polaków w Unii Europejskiej. Nagroda wręczana jest podczas gali, która odbywa się w Krakowie. Zwycięzców wybiera Kapituła Konkursowa, której członkiem honorowym jest Jerzy Hausner. Do tej pory laureatami Labor Mobilis zostali: 2013 – europosłanka Danuta Jazłowiecka[10], 2014 – minister Radosław Mleczko[11], 2015 – Komisarz UE László Andor[12], 2017 – prof. Jozef Pacolet i Frederic De Wispelaere, badacze Instytutu HIVA na Katolickim Uniwersytecie w Leuven.
- Reportaż „Czarno na białym” – krótkometrażowy film dokumentalny przedstawiający pracę polskich przedsiębiorstw usługowych, które delegują pracowników do pracy na terenie Unii Europejskiej[13].